# Choppa
Choppa, pseudonimo di Darwin Turner (New Orleans, 29 ottobre 1980), è un rapper statunitense, proveniente da New Orleans.

## Biografia
Amante dell'hip hop sin dall'adolescenza, in cui mette anche in pratica le proprie doti liriche, si rivela anche buon sportivo soprattutto nel basket e nel football americano, ma al liceo sfumano le sue speranze di diventare sportivo professionista, e Choppa si dedica totalmente alle sue attitudini musicali.
La sua carriera inizia con la realizzazione di Nine O'Clock Props di Wild Wayne, programma della stazione radio Q93. Diventato famoso dalle partidi New Orleans, realizza l'album Choppa Style, da cui viene tratto l'omonimo singolo: un club anthem che ben rappresenta il Dirty South hip hop e dalla produzione di JMK, martellante e cadenzata. Il progetto viene pubblicato dall'etichetta indipendente Take Fo', ed inaugura un nuovo stile che verrà definito bounce music.
Le sue esibizioni live vengono realizzate con l'ausilio degli Show Boyz, corpo di ballo che riscuote enorme successo soprattutto dal pubblico femminile. La carriera solista viene messa un po' da parte dopo che il rapper viene assoldato nei 504 Boyz, gruppo di punta della No Limit Records di Master P. Quest'ultimo parla di Choppa come di un MC con il migliore flow che si possa ascoltare su un beat, considerandolo il migliore esempio del Dirty South hip hop. Nel 2003 esce il suo secondo album Straight From The N.O..

## Discografia

### Solista
- Choppa Style (2001)
- Straight From The N.O. (2003)

### Con 504 Boyz
- Godfellas (2000)
- Ballers (2003)